# Кампобелло (остров)
Кампобе́лло (англ. Campobello Island) — канадский остров, расположенный в заливе Фанди, около входа в бухты Пассамакуодди и Кобскук, на границе с США.

## География

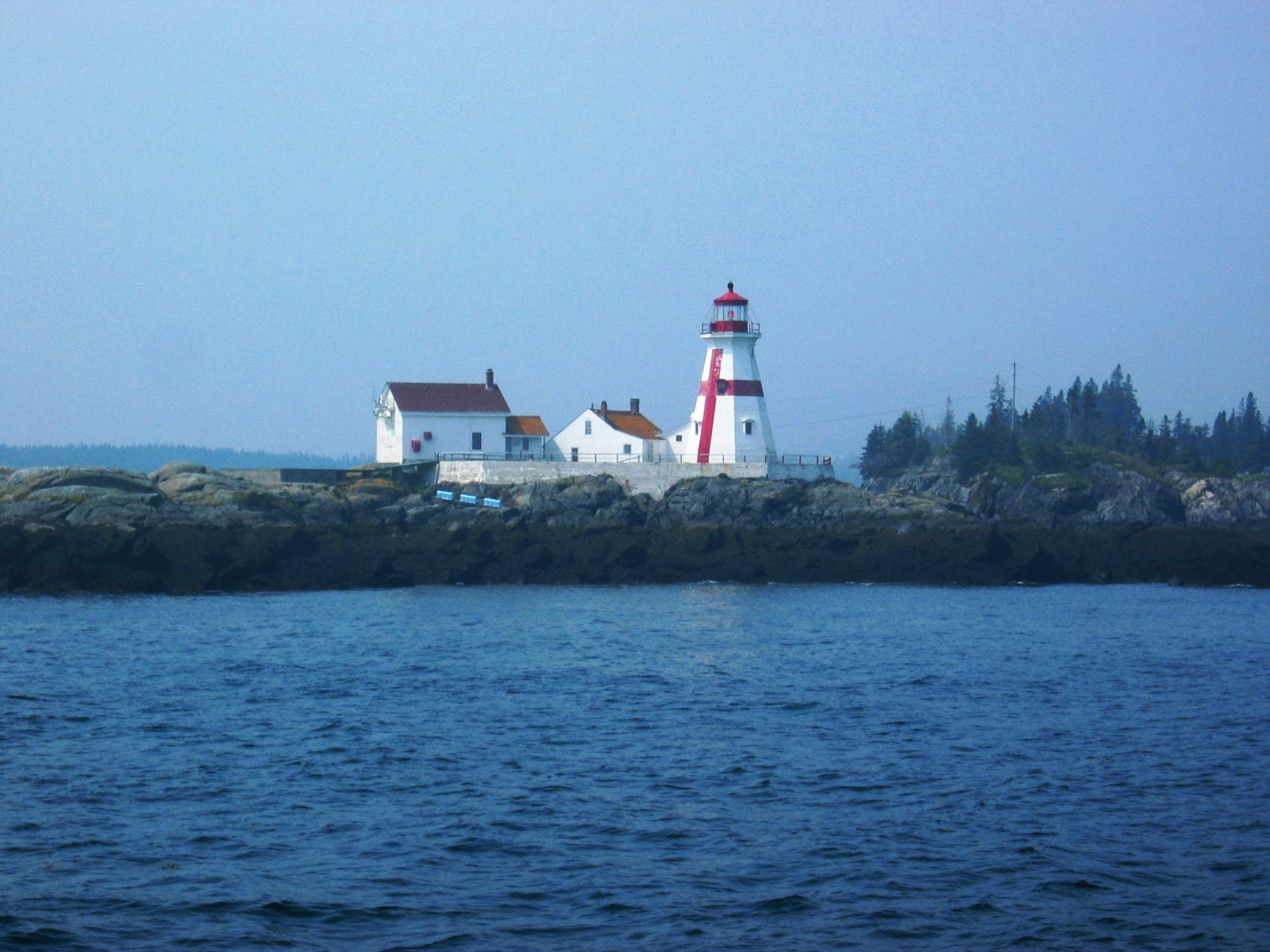
Маяк на острове Кампобелло

Остров входит в состав графства Шарлотт в провинции Нью-Брансуик, но мостом соединён с Любеком в штате Мэн близ крайней восточной точки США.
Длина острова — 14 километров, ширина — около 5 километров, площадь — 39,6 квадратного километра.

## Население
Первоначально остров был населён индейцами пассамакуодди, которые называли его Эбагуит. В 2006 постоянное население острова Кампобелло составляло 1056 жителей.

## Экономика
Кроме дороги через Любекский мост, в летние месяцы на остров можно попасть на автомобильном пароме с соседнего острова Дир, связанного таким же паромом с материковым Нью-Брансуиком. Большинство жителей занимаются рыбной ловлей, аквакультурой или работают в сфере туризма.